# بازگرداندن تهماسب دوم به تخت شاهی
بازگرداندن تهماسب دوم به تخت صفوی در اواخر سال ۱۷۲۹ در مجموعه‌ای از نبردها میان نادر، فرمانده کل تهماسب، و اشرف افغان صورت گرفت. گرچه تهماسب اسماً شاه رسمی کشور بود، اقتدار واقعی همچنان برای نادر بود که از زمان جنگش در شمال خراسان توانسته بود حکومت تهماسب را به عنوان دولت دست‌نشانده خود درآورد. در مورد حکومت هوتکیان، غلزایی‌ها به طور دائم از فلات ایران بیرون رانده شدند و قندهار در سال‌های بعد دوباره توسط نادر ضمیمه ایران شد.